# Cryphaea dilatata
Cryphaea dilatata là một loài rêu trong họ Cryphaeaceae. Loài này được Hook. f. & Wilson mô tả khoa học đầu tiên năm 1854.